# Charlotte Manning
Pour les articles homonymes, voir Manning.
Charlotte Manning née Solly (30 mars 1803 - 1er avril 1871) est une féministe et essayiste britannique. Elle devient présidente de la Kensington Society en 1865 et est la première directrice du Girton College en 1869.

## Biographie
Charlotte Solly naît en 1803, fille d'Isaac Solly, négociant à Leyton, dans l'Essex. Elle épouse William Speir, un médecin, et ils vivent à Calcutta. Elle publie en 1856 une étude intitulée Ancient India. Elle reste veuve et se remarie en 1857, avec l'avocat James Manning. Son époux a deux filles de son premier mariage, Charlotte et Adelaide Manning. Elle est la tante maternelle de Caroline Bishop (en), qui s'est engagée en faveur de l'éducation à l'école maternelle en Angleterre.

## Kensington Society
En 1863, Charlotte Manning participe à la fondation de la Ladies' London Emancipation Society, une société abolitionniste dirigée par la philanthrope Clementia Taylor. Les autres fondatrices et membres du comité exécutif sont Mary Estlin, Sarah Parker Remond, Harriet Martineau, Eliza Wigham et Elizabeth Malleson. La Kensington Society est créée en 1865 et se réunit chez Charlotte Manning qui en est la présidente. Le groupe comprend de nombreuses femmes engagées en faveur de l'accès des femmes à l'enseignement supérieur au Royaume-Uni,.
Charlotte Manning publie en 1869 Ancient and Medieval India, qui est une révision de son premier livre. Elle accepte de devenir la première Mistress (c'est-à-dire principale) de Girton College durant le premier semestre de son ouverture, en octobre 1869. Emily Shirreff lui succède dès janvier 1870. Elle crée en mars 1871 une filiale londonienne de la National Indian Association.
Elle meurt à son domicile de Westminster, à Londres, le 1er avril 1871.